# Хлодвіг IV
Хлодвіг IV (фр. Clovis IV, нім. Chlodowech IV; 678/682 — березень 695) — король франків з династії Меровінгів, що правив у 691–695 роках, син Теодоріха III і Хродехільди (Клотільди).
Ставленик мажордома Піпіна Герістальського. Успадкував батькові в усіх трьох королівствах: Нейстрії, Австразії та Бургундії, бувши ще дитиною, у віці дев'яти років. Хоча Хлодвіг IV іменується «королем франків», він, як один з ледачих королів, насправді був лише маріонеткою в руках Піпіна Герістальського. Був королем 4 роки й помер у березні 695 року, ледь досягнувши тринадцяти років.